# How to Build a Better Boy
How to Build a Better Boy (Cómo crear el chico ideal en Hispanoamérica y El chico ideal en España) es una película original de Disney Channel protagonizada por Kelli Berglund, China Anne McClain y Marshall Williams y antagonizada por Ashley Argota. Fue estrenada en Estados Unidos el 15 de agosto de 2014, en Hispanoamérica el 9 de noviembre de 2014 y en España el 14 de febrero de 2015. La película fue dirigida por Paul Hoen.

## Historia
Mae Hartley (Kelli Berglund) y Gabby Harrison (China Anne McClain) son estudiantes súper inteligentes del décimo Grado. Su baile de fin de curso se acerca y Mae es avergonzada por la chica popular Nevaeh (Ashley Argota) cuando intenta invitar a Jaden (Noah Centineo) para ir con ella. Mae dijo que ella tiene un novio cuyo nombre es Albert, y Nevaeh niega su existencia. Mae y Gabby tratan de averiguar qué hacer. A Gabby se le ocurre la idea de hacer su novio utilizando las instalaciones de trabajo del padre (Roger Bart) de Mae. Gabby crea con éxito un novio robot para Mae: Albert (Marshall Williams). Él llega al instituto y cada chica se pone celosa; en poco tiempo le muestra a Mae que puede leer veloz y lanzar, patear más fuerte que los humanos normales y es fuerte. Bart (el hermano de Mae) (Matt Shively) le dice a Gabby que ella creó un robot soldado y hackeó el Pentágono para hacerlo. El barrio está en represión por parte del Gobierno y estaban buscando a Mae y Gabby, el día del baile el gobierno decidió dejar que Mae haga el beso con Albert, el gobierno llama a la operación "Beso Final" y declaran a Mae reina del baile, por lo cual Nevaeh se enfada. No logró su beso con Albert se niega a hacerlo, ya que el objetivo de Albert era hacer de esa noche, la mejor noche de la vida de Mae y le pide que diga la frase "inicia autodestrucción" y Albert es destruido. Jaden invita a Mae a bailar, pero ella no quería en ese momento. La película termina con Gabby y Mae juntas en el baile.

## Reparto
- China Anne McClain como Gabby Harrison.[1]
- Kelli Berglund como Mae Hartley.[1]
- Marshall Williams como Albert Banks.[1]
- Matt  Shively como Bart Hartley.[1]
- Ashley Argota como Nevaeh Barnes.[1]
- Noah Centineo como Jaden Stark.[1]
- Roger Bart como James Hartley.[1]
- Sasha Clements como Marnie.
- Jessie Camacho como Tony.
- Beatriz Yuste como Sra. Shapiro
- Neil Whitely como Jefe de policía.

### Doblaje al español
| Personaje      | Actor Original     | Actor de doblaje (Hispanoamérica) | Actor de doblaje (España) |
| -------------- | ------------------ | --------------------------------- | ------------------------- |
| Gabby Harrison | China Anne McClain | Gisella Viviano                   | Tania Ugía                |
| Mae Hartley    | Kelli Berglund     | Romina Marroquín Payró            | Cristina Yuste            |
| Albert Banks   | Marshall Williams  | Arturo Cataño                     | Jordi Esptupiñá           |
| Jaden Stark    | Noah Centineo      | Patricio Lago                     | Ruis Miguel               |
| Bart Hartley   | Matt Shively       | Luis Navarro                      | Jesús Pinillos            |
| Nevaeh Barnes  | Ashley Argota      | Regina Mendoza                    | Candela Moreno            |

## Producción
La producción comenzó en Toronto, Canadá.

## Música
- China Anne McClain y Kelli Berglund - "Something Real"
- Kelli Berglund y Marshall Williams - "Love You Like a Love Song"
- Sabrina Carpenter - "Stand Out"
- Matt Todd Naylor, Scott Stallone, Cristi Vaughan, Steven M. Stern and Maurice David Wade - ¨Higher¨¨

## Estrenos internacionales
| País | Canal                                | Estreno                  | Título                         | Ref.  |
| --- | ------------------------------------ | ------------------------ | ------------------------------ | ----- |
| Estados Unidos | Disney Channel                       | 15 de agosto de 2014     | How to Build a Better Boy      | [ 2 ] |
| Canadá | Family Channel                       | 15 de agosto de 2014     | How to Build a Better Boy      | -     |
| Irlanda Reino Unido | Disney Channel Reino Unido e Irlanda | 19 de septiembre de 2014 | How to Build a Better Boy      | [ 2 ] |
| Bulgaria | Disney Channel Bulgaria              | octubre de 2014          | Как да създадеш по-добро момче | [ 3 ] |
| República Checa | Disney Channel República Checa       | 11 de octubre de 2014    | Dokonalý kluk                  | [ 4 ] |
| Israel | Disney Channel Israel                | 23 de octubre de 2014    | החבר המושלם שלי                | [ 5 ] |
| Dinamarca · Finlandia · Noruega · Suecia | Disney Channel Escandinavia          | noviembre de 2014        |                                | -     |
| Argentina · Bolivia · Chile · Colombia · Costa Rica · Cuba · Ecuador · El Salvador · Guatemala · Honduras · México · Nicaragua · Panamá · Paraguay · Perú · República Dominicana · Uruguay · Venezuela | Disney Channel Latinoamérica         | 9 de noviembre de 2014   | Como crear el chico ideal      | [ 6 ] |
| Brasil | Disney Channel Brasil                | 9 de noviembre de 2014   | Como Criar o Garoto Perfeito   | -     |
| España | Disney Channel España                | 14 de febrero de 2015    | El chico ideal                 | -     |
| Portugal | Disney Channel Portugal              | 14 de febrero de 2015    | O rapaz ideal                  | [ 7 ] |

## Premios y nominaciones
| Año  | Premio             | Nominado/a           | Categoría                                                                      | Resultado |
| ---- | ------------------ | -------------------- | ------------------------------------------------------------------------------ | --------- |
| 2015 | NAACP Image Awards | China Anne McClain   | Rendimiento excepcional en un programa infantil y juvenil - (Serie o especial) | Nominada  |
| 2015 | DGA Award          | Paul Hoen (Director) | Excepcional logro direccional en un programa infantil y juvenil                | Nominado  |